# Rush (film, 1991)
Cet article concerne le film de Lili Fini Zanuck. Pour le film de Ron Howard, voir Rush.
Pour les articles homonymes, voir Rush.
Pour plus de détails, voir Fiche technique et Distribution.
Rush est un film américain réalisé par Lili Zanuck en 1991.

## Synopsis
Deux agents infiltrés dans le monde des dealers de drogue cherchent à inculper la cible que leur a donné leur supérieur, l'honorable Nettle. Jusqu'où iront-ils pour le faire?

## Fiche technique
- Scénario : Kim Wozencraft, Peter Dexter
- Production : Gary Daigler, Richard D. Zanuck pour Metro-Goldwyn-Mayer (MGM) et The Zanuck Company
- Musique : Eric Clapton
- Costumes : Colleen Atwood
- Photographie : Kenneth MacMillan
- Montage : Mark Warner
- Durée : 120 minutes
- Pays :  États-Unis
- Langue : Anglais
- Couleur : DeLuxe
- Son : Dolby SR
- Classification : Australie : R / Canada : 14A / Espagne : 18 / UK : 18 / USA : R
- Date de sortie : 
  -  États-Unis : 22 décembre 1991 / 17 janvier 1992
  -  France : 29 avril 1992
  -  Australie : 30 avril 1992
  -  Finlande : 22 mai 1992
  -  Espagne : 29 mai 1992
  -  Royaume-Uni : 5 juin 1992
  -  Pays-Bas : 12 novembre 1992
  -  Allemagne : 29 janvier 1993

## Distribution
- Jason Patric (VF. Michel Papineschi) : Jim Raynor
- Jennifer Jason Leigh : Kristen Cates
- Sam Elliott (VF : Bernard Tiphaine) : Dodd
- Max Perlich : Walker
- Gregg Allman : Gaines
- Tony Frank : Nettle
- William Sadler (VF : Michel Vigné) : Monroe
- Special K. McCray (VF : Regis Ivanov) : Willie Red
- Barbara Lasater : serveuse du Yellow Rose
- Toni Pilgreen : serveuse de Driller
- Cynthia Dale Scott (es) : serveuse du Yellow Rose
- Thomas Rosales Jr. : Wino
- Suzanne Savoy (en) : femme de Dodd

## Récompenses
- nommé aux Golden Globes de 1992 pour le Best Original Song - Motion Picture en faveur de Eric Clapton (musique) et Will Jennings (texte de la chanson) pour Tears in Heaven.
- nommé aux Grammy Awards de 1993 pour le Best Instrumental Composition Written for a Motion Picture or for Television en faveur de Eric Clapton, et le Best Song Written Specifically for a Motion Picture or for Television en faveur de Eric Clapton et Will Jennings pour Tears in Heaven.
- nommé aux MTV Movie Awards de 1992 pour le Best Movie Song en faveur de Eric Clapton pour Tears In Heaven.